# Какре-Елга
Какре́-Елга́ (тат. Кәкре Елга) — село в Азнакаевском районе Республики Татарстан. Административный центр Какре-Елгинского сельского поселения.

## Этимология
Топоним произошёл от гидронима на татарском языке «Кәкре Елга» (Какреелга).

## География
Село расположено в Восточном Закамье на реке Куатлеелга, в 11 км к северо-западу от города Азнакаево.

## История
По сведениям 1747 года (вторая ревизия), в деревне «Какыр Илге, что на речке Мелле» были учтены 22 ревизские души ясачных татар.
По сведениям 1762 года (третья ревизия), в деревне под записями «Какыр Илга» были учтены 91 ревизская душа ясачных татар, «Какырилги, что на речке Мелли» — 36 ревизских душ ясачных татар.
В материалах четвёртой ревизии (1782 год) в деревне под записями «Какырилга» были учтены 131 ревизская душа ясачных татар, «Какреилге» — 36 ревизских душ тептярей, «Какыр Илга» — 6 ревизских душ тептярей команды Аитмамбета Ишметева.
В материалах VII ревизии 1816 года в деревне под записями «Какры-Елги», «Кары Елги на речке Мелле» зафиксировано проживание ясачных татар и тептярей, 136 и 130 ревизских душ в 95 дворах.
В материалах X ревизии 1856 года жители деревни были учтены как башкиры из тептярей: 745 человек в 47 дворах. 
В «Списке населенных мест по сведениям 1859 года», изданном в 1864 году, населённый пункт упомянут как казённая и башкирская деревня Какрыилга 1-го стана Бугульминского уезда Самарской губернии. Располагалась при речке Какрыилге, на просёлочном тракте из Бугульмы в Мензелинск, в 45 верстах от уездного города Бугульмы и в 40 верстах от становой квартиры в казённой и башкирской деревне Альметева (Альметь-муллина). В деревне в 161 дворе жили 1001 человек (508 мужчин и 493 женщины). Была мечеть.
Пр переписи 1897 года в деревне «Какры-Илга» Бугульминского уезда проживали 1623 жителя, все мусульмане.

## Население
Численность населения села Какре-Елга по годам. Источник.
| 1816 | 1859 | 1890 | 1910 | 1920 | 1926 | 1949 | 1958 | 1970 | 1979 | 1989 | 2002 | 2010 | 2015 |
| ---- | ---- | ---- | ---- | ---- | ---- | ---- | ---- | ---- | ---- | ---- | ---- | ---- | ---- |
| 266  | 1001 | 1496 | 1794 | 2029 | 1489 | 777  | 493  | 749  | 743  | 721  | 709  | 671  | 723  |

Национальный состав
Согласно результатам переписи 2002 года, в национальной структуре населения татары составили 98 %.

## Религия
В 2002 году в селе была открыта мечеть «Аглямутдин».

### Комментарии
1. ↑  Расстояние измерено с помощью инструментария Яндекс.Карты
2. ↑  душ мужского пола